# Vencedores dos Prémios Sophia por ano
Nesta lista estão incluídos os vencedores dos Prémios Sophia de Melhor Filme, os filmes mais premiados e os vencedores dos Prémios Sophia das categorias de realização e representação. Os Prémios Sophia foram criados em 2012. Na 1ª Cerimónia foram somente entregues Sophias de Carreira. A partir de 2013 passaram a ser entregues os prémios anuais do Cinema português, sendo atribuídos os Sophias nas diversas categorias principais, técnicas e especiais, além dos Sophias honorários (Sophia de Mérito e Excelência e Sophia de Carreira).

## Categorias
Além do filme mais premiado estão incluídas as seguintes categorias:
- Sophia de Melhor Filme
- Sophia de Melhor Realizador
- Sophia de Melhor Actor
- Sophia de Melhor Actriz
- Sophia de Melhor Actor Secundário
- Sophia de Melhor Actriz Secundária

## Vencedores por ano
| Ano  | Melhor Filme                                                         | Filme mais premiado                                    | Melhor Realizador                                    | Melhor Actor                          | Melhor Actriz                                  | Melhor Actor Secundário              | Melhor Actriz Secundária                    |
| ---- | -------------------------------------------------------------------- | ------------------------------------------------------ | ---------------------------------------------------- | ------------------------------------- | ---------------------------------------------- | ------------------------------------ | ------------------------------------------- |
| 2013 | Tabu 2 Miguel Gomes                                                  | Florbela 6 Vicente Alves do Ó                          | Vicente Alves do Ó Florbela                          | Carlos Santos Operação Outono         | Dalila Carmo Florbela                          | Albano Jerónimo Linhas de Wellington | Anabela Teixeira Florbela                   |
| 2014 | A Última Vez que Vi Macau 3 João Pedro Rodrigues João Guerra da Mata | Até Amanhã Camaradas 4 Joaquim Leitão                  | Joaquim Leitão Até Amanhã Camaradas                  | Pedro Hestnes Em Segunda Mão          | Rita Durão Em Segunda Mão                      | Adriano Luz Até Amanhã Camaradas     | Beatriz Batarda Comboio Noturno para Lisboa |
| 2015 | Os Gatos não Têm Vertigens 9 António-Pedro Vasconcelos               | Os Gatos não Têm Vertigens 9 António-Pedro Vasconcelos | António-Pedro Vasconcelos Os Gatos não Têm Vertigens | João Jesus Os Gatos não Têm Vertigens | Maria do Céu Guerra Os Gatos não Têm Vertigens | João Perry Os Maias                  | Maria João Pinho Os Maias                   |
| 2016 | Amor Impossível 4 António-Pedro Vasconcelos                          | Capitão Falcão 6 João Leitão                           | Margarida Cardoso Yvone Kane                         | José Mata Amor Impossível             | Victoria Guerra Amor Impossível                | José Pinto Capitão Falcão            | Carla Chambel Se Eu Fosse Ladrão, Roubava   |
| 2017 | Cartas da Guerra 9 Ivo Ferreira                                      | Cartas da Guerra 9 Ivo Ferreira                        | Ivo Ferreira Cartas da Guerra                        | Miguel Borges Cinzento e Negro        | Ana Padrão Jogo de Damas                       | Adriano Carvalho A Mãe é que sabe    | Manuela Maria A Mãe é que sabe              |
| 2018 | São Jorge 7 Marco Martins                                            | São Jorge 7 Marco Martins                              | Marco Martins São Jorge                              | Nuno Lopes São Jorge                  | Rita Blanco Fátima                             | José Raposo São Jorge                | Isabel Abreu Uma Vida à Espera              |
| 2019 | Raiva 6 Sérgio Tréfaut                                               | Raiva 6 Sérgio Tréfaut                                 | António-Pedro Vasconcelos Parque Mayer               | Hugo Bentes Raiva                     | Isabel Ruth Raiva                              | Adriano Luz Raiva                    | Ana Bustorff Ruth                           |
| 2020 | A Herdade 7 Tiago Guedes                                             | A Herdade 7 Tiago Guedes Variações 7 João Maia         | Tiago Guedes A Herdade                               | Sérgio Praia Variações                | Sandra Faleiro A Herdade                       | Filipe Duarte Variações              | Ana Vilela da Costa A Herdade               |
| 2021 | Listen 5 Ana Rocha de Sousa                                          | Mosquito 6 João Nuno Pinto                             | Ana Rocha de Sousa Listen                            | João Nunes Monteiro Mosquito          | Lúcia Moniz Listen                             | Filipe Duarte Mosquito               | Maisie Sly Listen                           |